# Stadionul Republicii
Stadionul Republicii (numit și Stadionul ONEF sau Stadionul ANEF) a fost un stadion multifuncțional din București, România, amplasat în apropiere de clădirea actuală a Palatului Parlamentului.
Stadionul a fost inaugurat la 9 mai 1926, cu ocazia meciului de rugby dintre echipa României și cea a armatei franceze, încheiat cu victoria oaspeților cu scorul de 35-3. Stadionul ONEF (Oficiul Național de Educație Fizică, mai târziu ANEF - Academia Națională de Educație Fizică) a fost modificat în anii 1933-39 de Horia Creangă, unul dintre cei mai vestiți arhitecți ai vremii, și a fost considerat primul stadion modern din România, fiind primul dotat cu un gazon prevăzut cu sistem de drenaj. În timpul războiului, stadionul a fost mistuit de flăcările unui incendiu, însă ulterior a fost reconstruit și redat în folosință, sub numele Stadionul Republicii, la 3 septembrie 1948, cu ocazia primei ediții a Campionatelor Internaționale de Atletism ale Republicii Populare Române . Inițial, stadionul avea 28.000 de locuri, dar după reconstruire a fost îmbunătățit de mai multe ori, ajungând la o capacitate de peste 40.000 de locuri. Stadionul Republicii a fost al doilea stadion din România care era dotat cu o instalație de nocturnă, după Stadionul Romcomit din București.

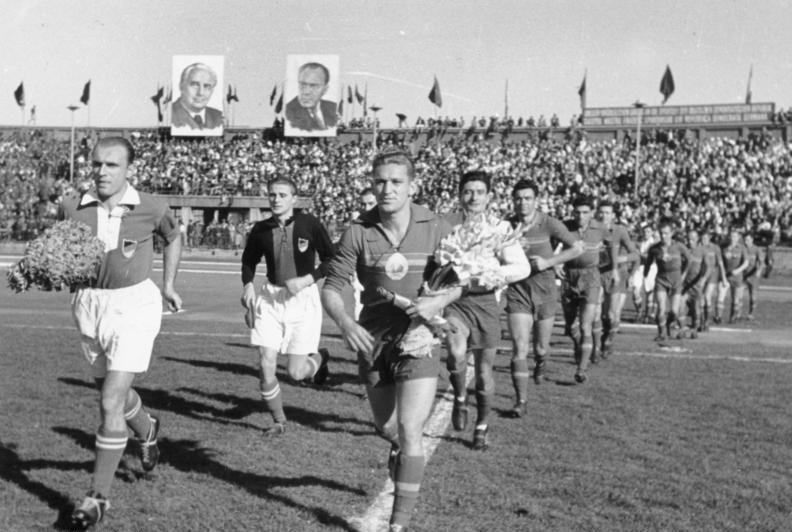
Imagine de la meciul amical de fotbal România - RDG, desfășurat pe Stadionul Republicii în 26 octombrie 1952

De-a lungul timpului, stadionul a găzduit 42 de meciuri ale echipei naționale de fotbal, unul al echipei olimpice, 15 jocuri din cupele europene, 22 de finale ale Cupei României și multe alte meciuri de campionat, cupă, etc. În aceeași arenă s-au desfășurat nenumărate competiții atletice, printre care mai multe ediții ale Campionatelor Internaționale de Atletism ale României. Tot aici au fost doborâte mai multe recorduri mondiale sau europene: Bob Gutowski în 1957 (record mondial la săritura cu prăjina); Iolanda Balaș la săritura în înălțime (9 din cele 14 recorduri mondiale obținute între anii 1956 și 1961); Henk Visser în 1956 (record european la săritura în lungime). În anii 1960, pe acest stadion au evoluat prima dată în România baschetbaliștii americani de la echipa de baschet demonstrativ Harlem Globetrotters. În 1962 Campionatul Mondial de Handbal Feminin în 7 a avut loc pe Stadionul Republicii.
În afară de evenimentele sportive (fotbal, rugby, atletism, handbal, baschet, box, tenis și chiar badminton), pe acest stadion s-au desfășurat și câteva adunări populare. Istoricul Dinu C. Giurescu relatează că în septembrie 1944 "la stadionul ANEF a avut loc prima adunare comunistă convocată de Partidul Comunist Român, proaspăt devenit legal. Câteva mii de oameni au cerut zgomotos demisia guvernului prezidat de generalul Sănătescu, sub simplul pretext că Guvernul nu a fost în stare să ceară epurarea".
Stadionul a fost demolat în anii 1980, deoarece era prea aproape de Casa Poporului, iar Ceaușescu plănuia să construiască un elicodrom pe amplasamentul respectiv. Deși elicodromul nu a fost finalizat, structura stadionului a fost grav afectată, iar acum în locul acestuia se află garajul subteran al Camerei Deputaților.